# Cousinia leuconeura
Cousinia leuconeura là một loài thực vật có hoa trong họ Cúc. Loài này được Bornm. & Gauba mô tả khoa học đầu tiên năm 1934.